# Cabannes
 Cabannes  es una comuna y población de Francia, en la región de Provenza-Alpes-Costa Azul, departamento de Bocas del Ródano, en el distrito de Arlés y cantón de Orgon.
Su población en el censo de 1999 era de 4.119 habitantes.
Está integrada en la Communauté de communes Rhône Alpilles Durance .
Su habitantes reciben el gentilicio de Cabannais.